# Hickman (Nebraska)
Hickman és una població dels Estats Units a l'estat de Nebraska. Segons el cens del 2000 tenia 1.084 habitants.

## Demografia
Segons el cens del 2000, Hickman tenia 1.084 habitants, 381 habitatges, i 294 famílies. La densitat de població era de 854,2 habitants per km².
Dels 381 habitatges en un 50,4% hi vivien nens de menys de 18 anys, en un 62,2% hi vivien parelles casades, en un 9,7% dones solteres, i en un 22,8% no eren unitats familiars. En el 20,2% dels habitatges hi vivien persones soles el 7,1% de les quals corresponia a persones de 65 anys o més que vivien soles. El nombre mitjà de persones vivint en cada habitatge era de 2,85 i el nombre mitjà de persones que vivien en cada família era de 3,27.
Per edats la població es repartia de la següent manera: un 34,4% tenia menys de 18 anys, un 6,6% entre 18 i 24, un 32,3% entre 25 i 44, un 19,8% de 45 a 60 i un 6,8% 65 anys o més.
L'edat mediana era de 32 anys. Per cada 100 dones de 18 o més anys hi havia 104,3 homes.
La renda mediana per habitatge era de 44.911 $ i la renda mediana per família de 49.583 $. Els homes tenien una renda mediana de 32.434 $ mentre que les dones 22.321 $. La renda per capita de la població era de 16.687 $. Aproximadament el 4,7% de les famílies i el 4,1% de la població estaven per davall del llindar de pobresa.

## Poblacions més properes
El següent diagrama mostra les poblacions més properes.